# Роудз, Майк
Майкл Роудз (англ. Michael Rhodes; род. 4 декабря 1989, Уотерлу, Айова) — американский боец смешанных единоборств, представитель средней и полусредней весовых категорий. Выступал на профессиональном уровне в 2012—2019 годах, известен по участию в турнирах бойцовских организаций UFC, Bellator, ACB, RFA и др. Владел титулом чемпиона RFA в полусреднем весе.

## Биография
Майк Роудз родился 4 декабря 1989 года в городе Уотерлу, штат Айова. Рос трудным ребёнком, часто ввязывался в драки, имел проблемы с управлением гневом. Во время учёбы в местной старшей школе Waterloo East High School играл в футбол и баскетбол, продолжил заниматься спортом в школе Columbus Catholic High School, где учился в выпускном классе.
Имея определённый талант в баскетболе, играл за команду Ellsworth Community College. В колледже увлёкся единоборствами, с целью снижения веса начал заниматься кикбоксингом, в итоге к моменту перехода в ММА сбросил около 50 кг лишнего веса.

### Начало профессиональной карьеры
Дебютировал в смешанных единоборствах на профессиональном уровне в 2012 году, выиграв единогласным решением судей у Зака Оттоу.
Выиграв ещё несколько поединков, в 2013 году встретился с Брэндоном Тэтчем и сдался, попавшись в удушающий приём сзади со спины, потерпев таким образом первое в карьере поражение. Позднее в том же году завоевал титул чемпиона RFA в полусреднем весе, взяв верх по очкам над Аланом Джубаном.

### Ultimate Fighting Championship
Имея в послужном списке шесть побед и только одно поражение, Роудз привлёк к себе внимание крупнейшей бойцовской организации мира Ultimate Fighting Championship и подписал с ней контракт. Дебютировал в октагоне UFC в январе 2014 года в поединке с Джорджем Салливаном — бой продлился все отведённые три раунда, в итоге судьи единогласно отдали победу Салливану.
В июне 2014 года вышел в клетку против будущего чемпиона организации австралийца Роберта Уиттакера и потерпел ещё одно поражение единогласным решением судей.
Следующий бой должен был провести против бразильца Паулу Тиагу, однако в конечном счёте снялся с турнира из-за травмы. В итоге ему в соперники дали другого представителя Бразилии Эрика Силву — уже в начале первого раунда Силва успешно провёл удушающий приём ручным треугольником, и рефери зафиксировал техническую сдачу. После этого третьего подряд проигрыша Роудза уволили из UFC.

### Дальнейшая карьера
Впоследствии Майк Роудз одержал четыре победы в менее престижных промоушенах, а в 2017 году подписал соглашение с Bellator MMA. Он должен был заменить Криса Ханикатта в бою с Кендаллом Гроувом, однако не смог вовремя сделать вес, а насчёт промежуточной весовой категории им договориться не удалось, и от противостояния пришлось отказаться.
Позднее Роудз всё же выступил на турнире Bellator, в том же году проиграл сдачей Рафаэлю Ловато, и на этом его сотрудничество с организацией подошло к концу.
В марте 2018 года на турнире Extreme Beatdown встретился с Брайаном Бейкером. Во втором раунде Бейкер нанёс несколько запрещённых ударов локтями по затылку, из-за чего бой был остановлен и признан несостоявшимся.
В мае 2018 года отметился выступлением на турнире Absolute Championship Berkut, проиграл единогласным решением судей россиянину Ибрагиму Чужигаеву.

## Статистика в профессиональном ММА
| Боёв 19         | Побед 12 | Поражений 6 |
| --------------- | -------- | ----------- |
| Нокаутом        | 4        | 0           |
| Сдачей          | 4        | 3           |
| Решением        | 4        | 3           |
| Не состоявшихся | 1        | 1           |

| Результат    | Рекорд   | Соперник         | Способ                     | Турнир                                 | Дата            | Раунд | Время | Место                  | Примечание                                         |
| ------------ | -------- | ---------------- | -------------------------- | -------------------------------------- | --------------- | ----- | ----- | ---------------------- | -------------------------------------------------- |
| Победа       | 12-6     | Кристиан Торрес  | Единогласное решение       | LFA 68                                 | 31 мая 2019     | 3     | 5:00  | Прайор-Лейк, США       | Дебют в полутяжёлом весе.                          |
| Победа       | 11-6     | Би Джей Лэйси    | Сдача (замок лодыжки)      | Ascendancy FC 18                       | 11 августа 2018 | 1     | 2:00  | Уотерлу, США           |                                                    |
| Поражение    | 10-6     | Ибрагим Чужигаев | Единогласное решение       | ACB 87: Mousah vs. Whiteford           | 19 мая 2018     | 3     | 5:00  | Ноттингем, Англия      |                                                    |
| Не состоялся | 10-5 (1) | Брайан Бейкер    | NC (удары по затылку)      | Extreme Beatdown: Beatdown 21          | 10 марта 2018   | 2     | 3:18  | Нью-Таун, США          | Бейкер нанёс запрещённые удары локтями по затылку. |
| Поражение    | 10-5     | Рафаэль Ловато   | Сдача (удушение сзади)     | Bellator 181                           | 14 июля 2017    | 1     | 1:59  | Такервилл, США         |                                                    |
| Победа       | 10-4     | Раким Кливленд   | Сдача (гильотина)          | VFC 51: Emerson vs. West               | 24 июня 2016    | 2     | 2:42  | Урбандейл, США         | Выиграл титул чемпиона VFC в среднем весе.         |
| Победа       | 9-4      | Марк Стоддард    | Единогласное решение       | NAFC: Super Brawl                      | 30 января 2016  | 3     | 5:00  | Уокешо, США            |                                                    |
| Победа       | 8-4      | Таки Улуилакепа  | Сдача (удушение сзади)     | Prestige FC 1: Atonement               | 24 октября 2015 | 3     | 3:54  | Уэйберн, Канада        | Бой в промежуточном весе 79,4 кг.                  |
| Победа       | 7-4      | Том Ангелофф     | KO (удар рукой)            | NAFC: Explosion                        | 11 апреля 2015  | 1     | 1:36  | Уокешо, США            |                                                    |
| Поражение    | 6-4      | Эрик Силва       | Сдача (ручной треугольник) | UFC Fight Night: Machida vs. Dollaway  | 20 декабря 2014 | 1     | 1:15  | Баруэри, Бразилия      |                                                    |
| Поражение    | 6-3      | Роберт Уиттакер  | Единогласное решение       | UFC Fight Night: Te-Huna vs. Marquardt | 28 июня 2014    | 3     | 5:00  | Окленд, Новая Зеландия |                                                    |
| Поражение    | 6-2      | Джордж Салливан  | Единогласное решение       | UFC on Fox: Henderson vs. Thomson      | 25 января 2014  | 3     | 5:00  | Чикаго, США            |                                                    |
| Победа       | 6-1      | Алан Джубан      | Единогласное решение       | RFA 10: Rhodes vs. Jouban              | 25 октября 2013 | 5     | 5:00  | Де-Мойн, США           | Выиграл титул чемпиона RFA в полусреднем весе.     |
| Победа       | 5-1      | Бенджамин Смит   | TKO (удары руками)         | RFA 8: Pettis vs. Pegg                 | 21 июня 2013    | 1     | 0:56  | Милуоки, США           |                                                    |
| Поражение    | 4-1      | Брэндон Тэтч     | Сдача (удушение сзади)     | RFA 7: Thatch vs. Rhodes               | 22 марта 2013   | 1     | 2:22  | Брумфилд, США          |                                                    |
| Победа       | 4-0      | Кувртус Ститт    | TKO (отказ)                | Madtown Throwdown 29: Unstoppable      | 5 января 2013   | 2     | 5:00  | Мадисон, США           |                                                    |
| Победа       | 3-0      | Мэтт Гаутир      | Сдача (рычаг локтя)        | Rogue Warrior Championships 3          | 6 сентября 2012 | 1     | 4:04  | Грин-Бей, США          | Дебют в полусреднем весе.                          |
| Победа       | 2-0      | Торри Берендес   | KO (удар рукой)            | Madtown Throwdown 28: Hells Bells      | 11 августа 2012 | 1     | 0:42  | Мадисон, США           | Бой в промежуточном весе 81,6 кг.                  |
| Победа       | 1-0      | Зак Оттоу        | Единогласное решение       | NAFC: Colosseum                        | 4 мая 2012      | 3     | 5:00  | Милуоки, США           |                                                    |